# António de Abreu
António de Abreu (* um 1480; † ?) war ein portugiesischer Entdecker. Unter Afonso de Albuquerque, dem zweiten Gouverneur von Portugiesisch-Indien, nahm er an der Eroberung von Hormus 1507 und Malakka 1511 teil, bei der er verletzt wurde. Im selben Jahr startete er zusammen mit Francisco Serrão (Francisco Serrano) von Malakka aus mit drei Schiffen zu einer Entdeckungsreise. Abreu erstellte dabei Zeichnungen von mehreren der Kleinen Sundainseln, vermaß die Küste von Java und erreichte den Westpazifik.
Abreu kann als europäischer Entdecker von Timor (1512), Ambon, Seram (früher: Ceram), den Banda-Inseln und Alor gelten. Diese Entdeckungen stärkten entscheidend die portugiesische Handelsposition in den nächsten Jahrzehnten auf den Molukken (damals auch Gewürzinseln) und den Kleinen Sundainseln. Ferner beschrieb er die Küste von Neuguinea, wo er aber nicht landete. Erst Jorge de Meneses betrat als erster Europäer die Insel 1526 und gilt als Neuguineas europäischer Entdecker.
Über das weitere Leben Abreus ist nichts bekannt.

## Belege
- Abreu bei Oceania

| Personendaten    | Personendaten                            |
| ---------------- | ---------------------------------------- |
| NAME             | Abreu, António de                        |
| KURZBESCHREIBUNG | portugiesischer Entdecker in Südostasien |
| GEBURTSDATUM     | um 1480                                  |
| GEBURTSORT       | Portugal                                 |
| STERBEDATUM      | nach 1512                                |